# Pedicularis roseialba
Pedicularis roseialba är en snyltrotsväxtart som beskrevs av Takasi Takashi Yamazaki. Pedicularis roseialba ingår i släktet spiror, och familjen snyltrotsväxter. Inga underarter finns listade i Catalogue of Life.